# کامیلا لارسون
کامیلا لارسون (انگلیسی: Camilla Larsson؛ زادهٔ ۳۱ ژانویهٔ ۱۹۷۵) دوچرخه‌سوار اهل سوئد است.